# Seznam náčelníků generálního štábu (Československo)
Na postu náčelníka generálního štábu se vystřídalo během existence Československa dohromady dvacet osob, přičemž první dva náčelníci byli Francouzi, další potom Češi a Slováci. Československý generální štáb byl zřízen 17. prosince 1919 v rámci francouzské vojenské mise v Československé republice. V roce 1926 musel být vykonáván úřad zástupci kvůli náčelníkovi, který byl zároveň ministrem národní obrany. V letech 1938 a 1944–1945 vykonávali funkci hlavní velitelé armád. Zanikl zánikem ČSFR v roce 1992.
Československý generální štáb se jmenoval mezi lety 1919–1938 a poté mezi lety 1945–1950 Hlavní štáb československé branné moci. Během okupace mezi lety 1938–1945 štáb Československé vojenské správy, který sídlil ve Francii, a štáb Ministerstva národní obrany, který vznikl po obsazení Francie ve Spojeném království. V roce 1950 vznikl Generální štáb Československé armády, později Československé lidové armády.

## Hlavní štáb československé branné moci
1. divizní generál Maurice Pellé (17. prosince 1919 – 31. prosince 1920)
2. divizní generál Eugène Mittelhausser (1. ledna 1921 – 31. prosince 1925)
3. armádní generál Jan Syrový (1. ledna 1926 – 21. listopadu 1933)
  - během doby, kdy byl Jan Syrový ministrem národní obrany, byl zastupován:
    1. generál IV. hodnostní třídy Radola Gajda (20. března 1926 – 14. srpna 1926)
    2. generál V. hodnostní třídy Jan Horák (14. srpna 1926 – 1. září 1926)
    3. generál III. hodnostní třídy Alois Podhajský (1. září 1926 – 14. října 1926)
4. armádní generál Ludvík Krejčí (30. listopadu 1933 – 1. března 1939)
  - při mobilizaci (23. září 1938 – 20. prosince 1938) jako hlavní velitel československé branné moci
5. brigádní generál Vladimír Kajdoš (24. září 1938 – 4. října 1938)

## Štáb Československé vojenské správy (Francie)
1. brigádní generál Bedřich Neumann (1. února 1940 – 12. června 1940)

## Štáb Ministerstva národní obrany (Spojené království)
1. brigádní generál Jaroslav Čihák (23. července 1940 – 13. ledna 1941)
2. brigádní generál Bruno Sklenovský (13.1.1941 – 12. dubna 1945)

### Hlavní velitelé československé branné moci (1944–1945)
1. armádní generál Sergěj Ingr (19. září 1944 – 5. dubna 1945)
2. armádní generál Ludvík Svoboda (12. dubna 1945 – 31. prosince 1945)

## Hlavní štáb československé branné moci
1. armádní generál Bohumil Boček (12. dubna 1945 – 1. srpna 1948)
2. armádní generál Šimon Drgáč (1. srpna 1948 – 26. dubna 1950)

## Generální štáb Československé armády
1. armádní generál Jaroslav Procházka (26. dubna 1950 – 31. ledna 1952)

## Generální štáb Československé lidové armády
1. generálplukovník Václav Kratochvíl (31. ledna 1952 – 28. července 1958)
2. armádní generál Otakar Rytíř (28. července 1958 – 19. dubna 1968)
3. generálplukovník Ing. Karel Rusov (19. dubna 1968 – 26. listopadu 1979)
4. generálplukovník Ing. Miloslav Blahník (26. listopadu 1979 – 13. října 1987)
5. generálplukovník Ing. Miroslav Vacek (13. listopadu 1987 – 27. prosince 1989)
6. generálporučík Ing. Anton Slimák (27. prosince 1989 – 1. května 1991)

## Generální štáb Československé armády
1. generálplukovník Ing. Karel Pezl (1. května 1991 – 31. prosince 1992)
  - stal se prvním náčelníkem Generálního štábu Armády ČR